# Dürer Kert
A Dürer Kert könnyűzenei koncerthelyszín és vendéglátóhely Budapesten a Lágymányosi-öböl partján, Újbudán. Eredetileg az Ajtósi Dürer soron kezdte meg működését, ám onnan egy területfejlesztési projekt miatt el kellett költözniük. A Dürer Kert a budapesti zenei élet egyik meghatározó szórakozóhelye.

## Története
Az városligeti Ajtósi Dürer soron álló épületegyüttes korábban funkcionált Sacré Coeur-zárdaként, pártiskolaként is, majd miután 2003-ban az Eötvös Loránd Tudományegyetem nyelvészeti karai kiköltöztek belőle, egy izraeli üzletember cége vásárolta meg 2007-ben. Az épületet, a hozzá tartozó stúdiókkal és próbatermekkel 2008 óta bérelte a Dürer Kert üzemeltetője, 2014-től ötéves szerződést is sikerült kötniük a tulajdonossal, de minden évben harcolniuk kellett a bérleti jogért, mivel a területen már akkor lakóépületet és irodaházat képzeltek el a befektetők, de még az az ötlet is felmerült, hogy a Fővárosi Nagycirkusz kapná meg. 2018-ban a telek Garancsi István ingatlanfejlesztő cégének tulajdonába került, a Dürer Kert ekkor kezdett másik bérlemény után nézni. A Dürer Kert a Covid19-pandémia alatt bezárt, el kellett hagyniuk a területet. A régi épületet lebontották. A műemlék kastélyt átépítették.
Újbudára, a  Hengermalom út Lágymányosi-öböl felöli végére, az öböl partján üzemelt Rio II. nevű szórakozóhely épületébe 2021-ben költözött át. A Nádorkertben épülő BudaPart lakó- és irodapark ajánlotta fel a Dürer Kertnek, hogy a korábban techno és housebulikat tartó Rio II. épületét kibérelhetik és felújíthatják. Az épület átalakításával Hámori Péter építészt bízták meg. Az átalakítások során a cél az volt, hogy a Dürer arculatához igazítsák az épületet, de úgy, hogy az harmonizáljon a környezetével, például a szomszédban üzemelő Kelenföldi Erőmű hangulatával. Az új helyszínen két koncertterem kapott helyet, egy 950 fős és egy 270 fős; a korábbi terasz helyére került a nagyterem panorámaablakkal a Dunára, az emeleten kiállítótérrel fotelbárral és a backstage-dzsel. Az épülethez nagy zöld terület is kapcsolódik, ahol kerthelységet alakítottak ki, itt grillezni is lehet és street food udvar is működik. A kültéri színpad is viszonylag nagy befogadóképességű.
A Dürer Kert szervezői a szintén szomszédos telken 2005-ben bezárt Budai Hengermalom magas műemlék gabonasilóinak kulturális és könnyűzenei rendezvények számára történő hasznosítását tervezik. Helyén a Dürer Park irodaházak épültek fel.

## Galéria
A régi Dürer Kert a zuglói Ajtósi Dürer soron:

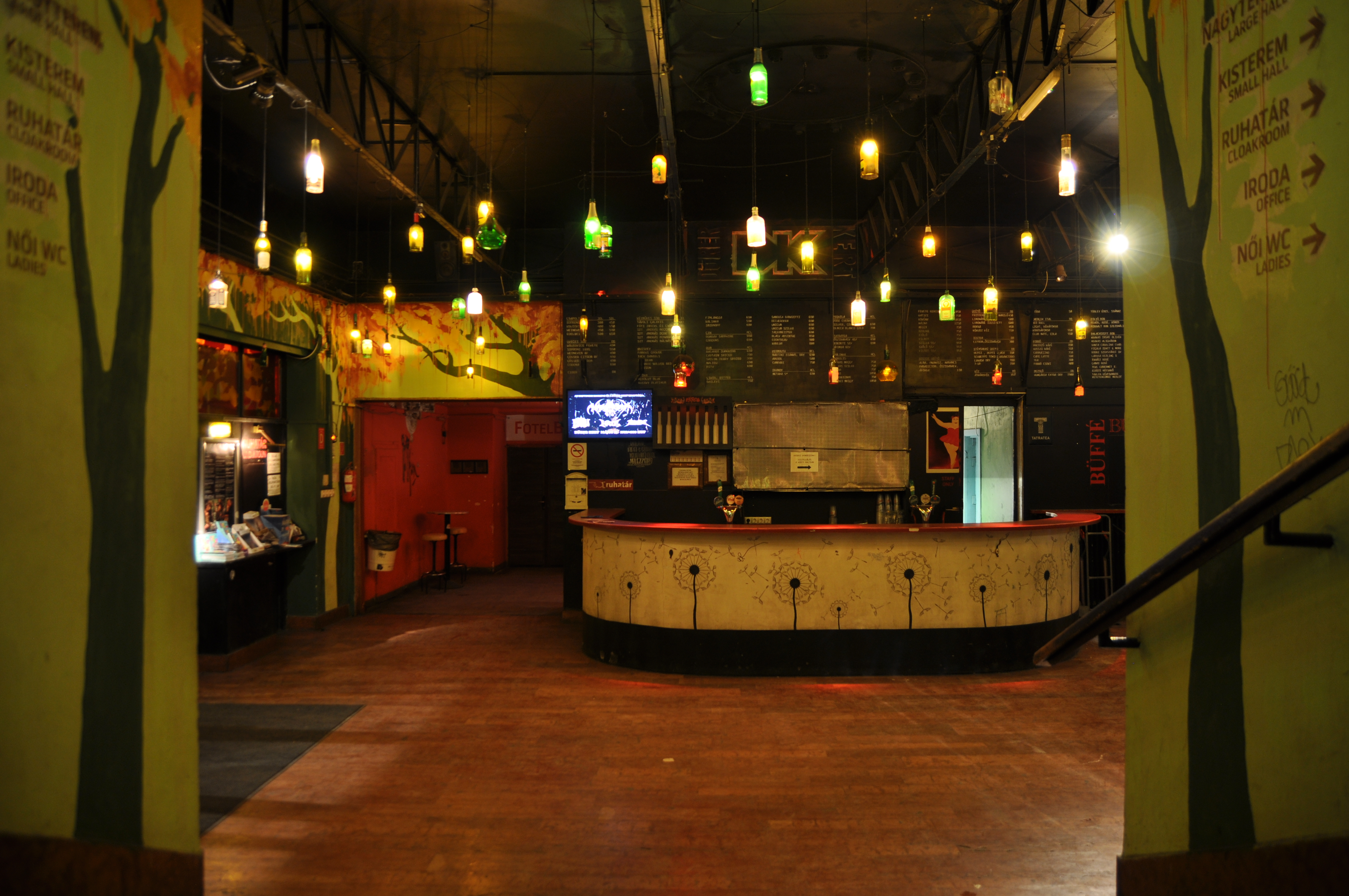
Az egykori előtér
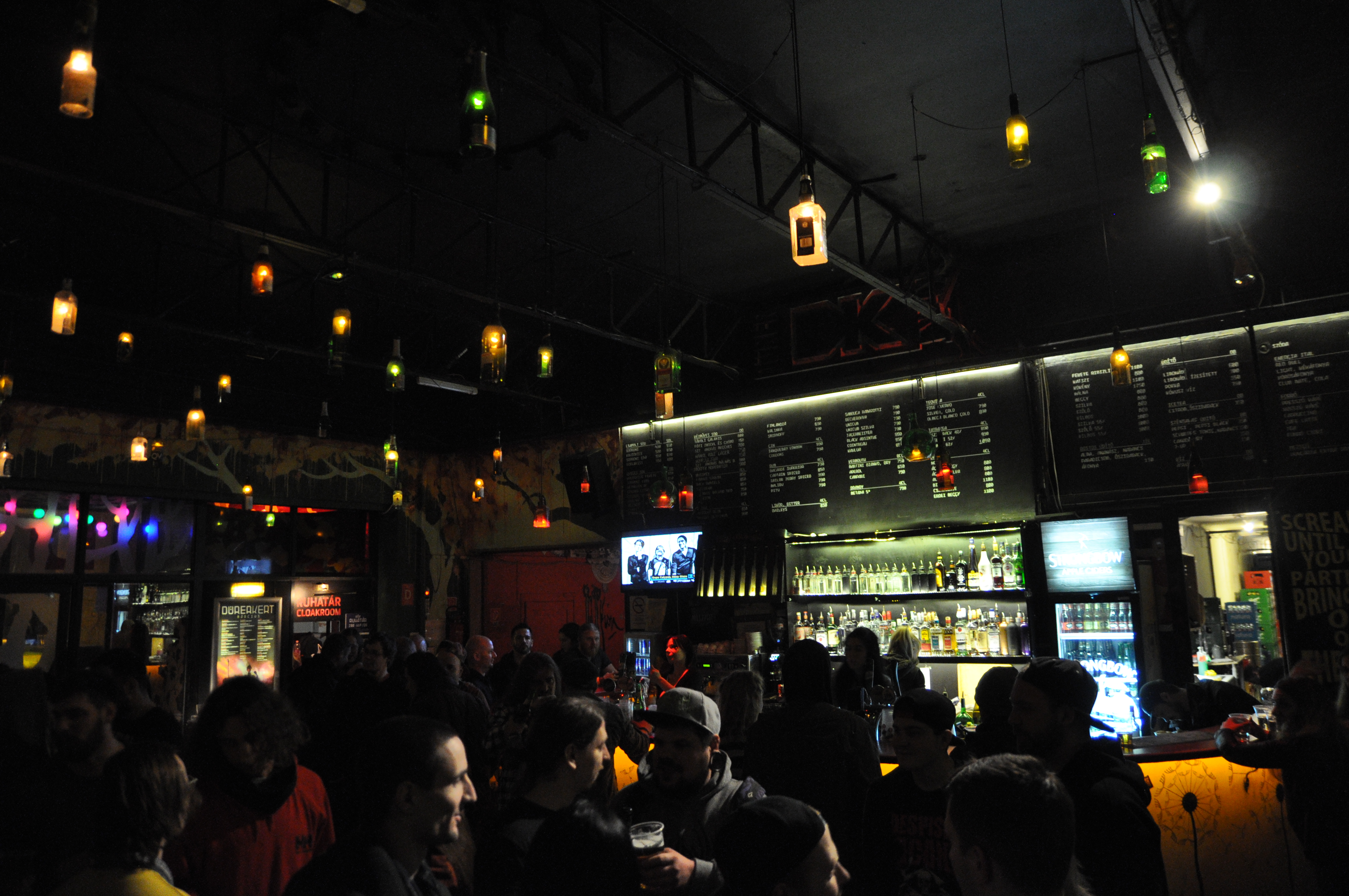
A bár
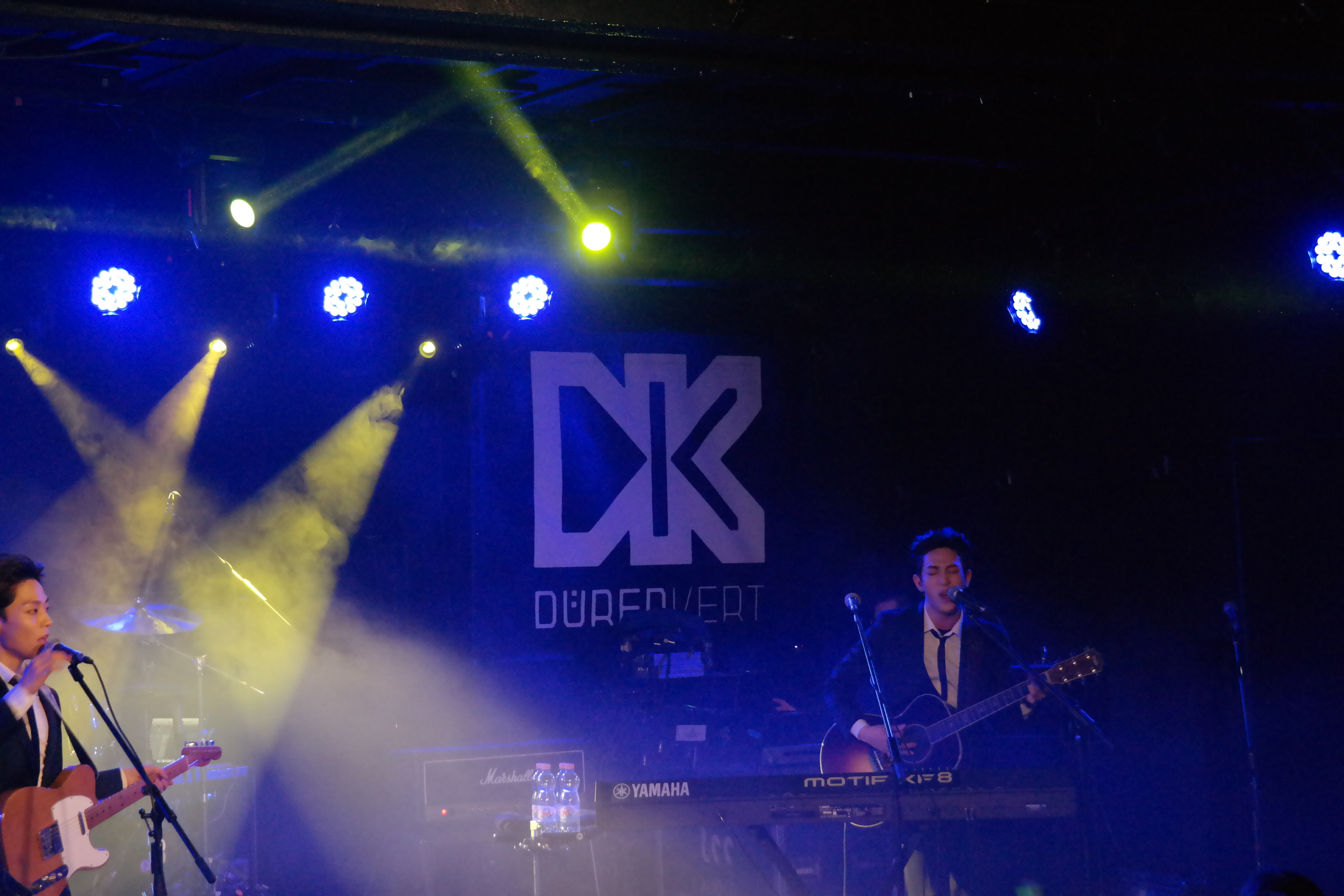
Az egyik színpad (a The Rose együttes koncertje)

Az új Dürer Kert Újbudán:

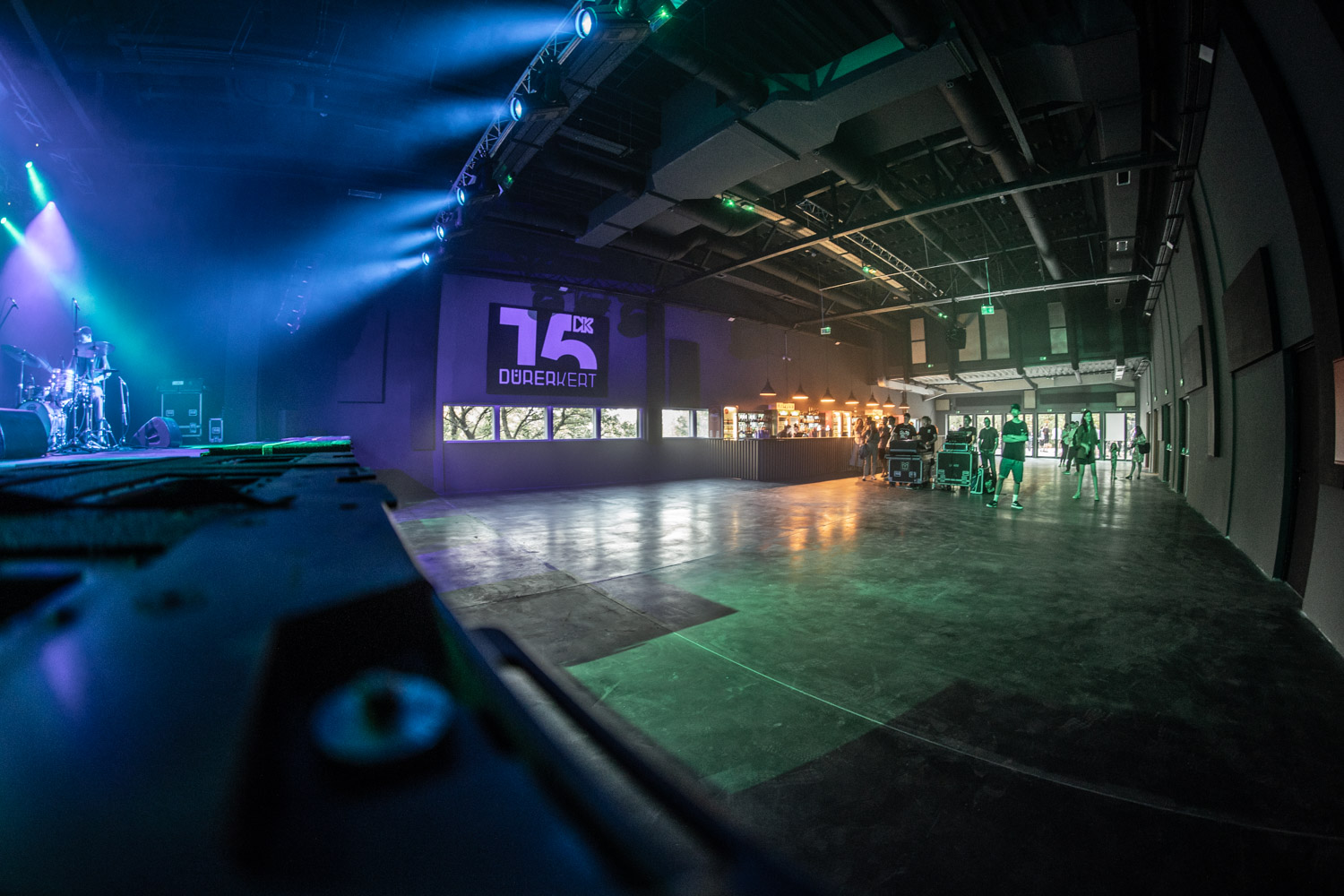
A nagyterem
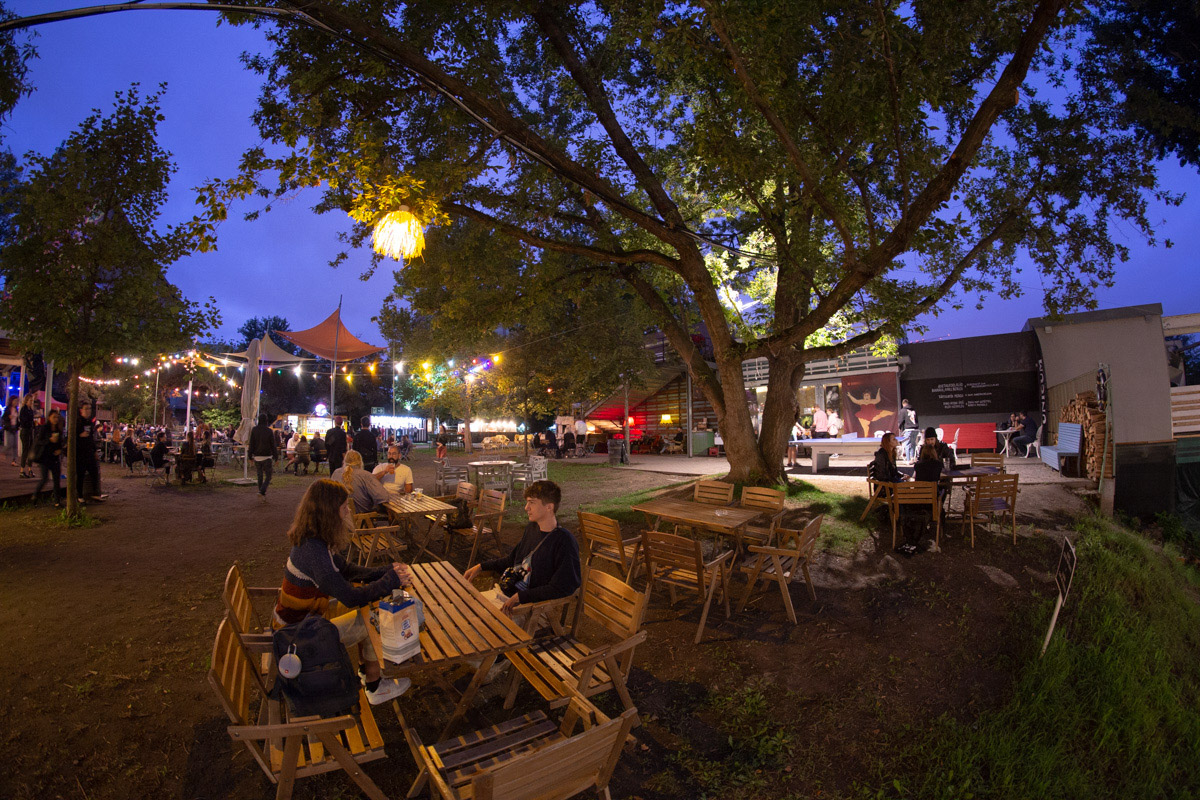
A kerthelyiség